# Homoki fátyolvirág
A homoki fátyolvirág (Gypsophila fastigiata) a szegfűfélék családjába tartozó, Európában honos növényfaj.

## Megjelenése
A homoki fátyolvirág 20-50 cm magas, lágyszárú, évelő növény. Szára felálló, néhányszor elágazik. Gyöktörzse ferde, rajta meddő hajtások is találhatóak. Kékeszöld levelei átellenes állásúak, nyél nélküliek, szálasak, egyerűek. Felszínük sima, élük ép.
Virágzata sátorozó, a kocsányokkal együtt mirigyes-szőrös. A csésze 2-3 mm hosszú, az öt szirom kb. másfélszer hosszabb a csészelevélnél (0,5-1 cm), lekerekített csúcsú, színe fehér. A porzók száma 10. 
Termése négyosztatú toktermés, hossza megfelel a csészének. 

## Elterjedése, életmódja
Közép- és Kelet-Európában honos, északon megtalálható Svédországban és Finnországban is. 
Meszes talajú, nyílt vegetációjú homokpuszták, dolomitgyepek, köves-homokos folyópartok, útszélek lakója. 
Júniustól augusztusig  virágzik. 
Magyarországon védett, természetvédelmi értéke 5 000 Ft. 

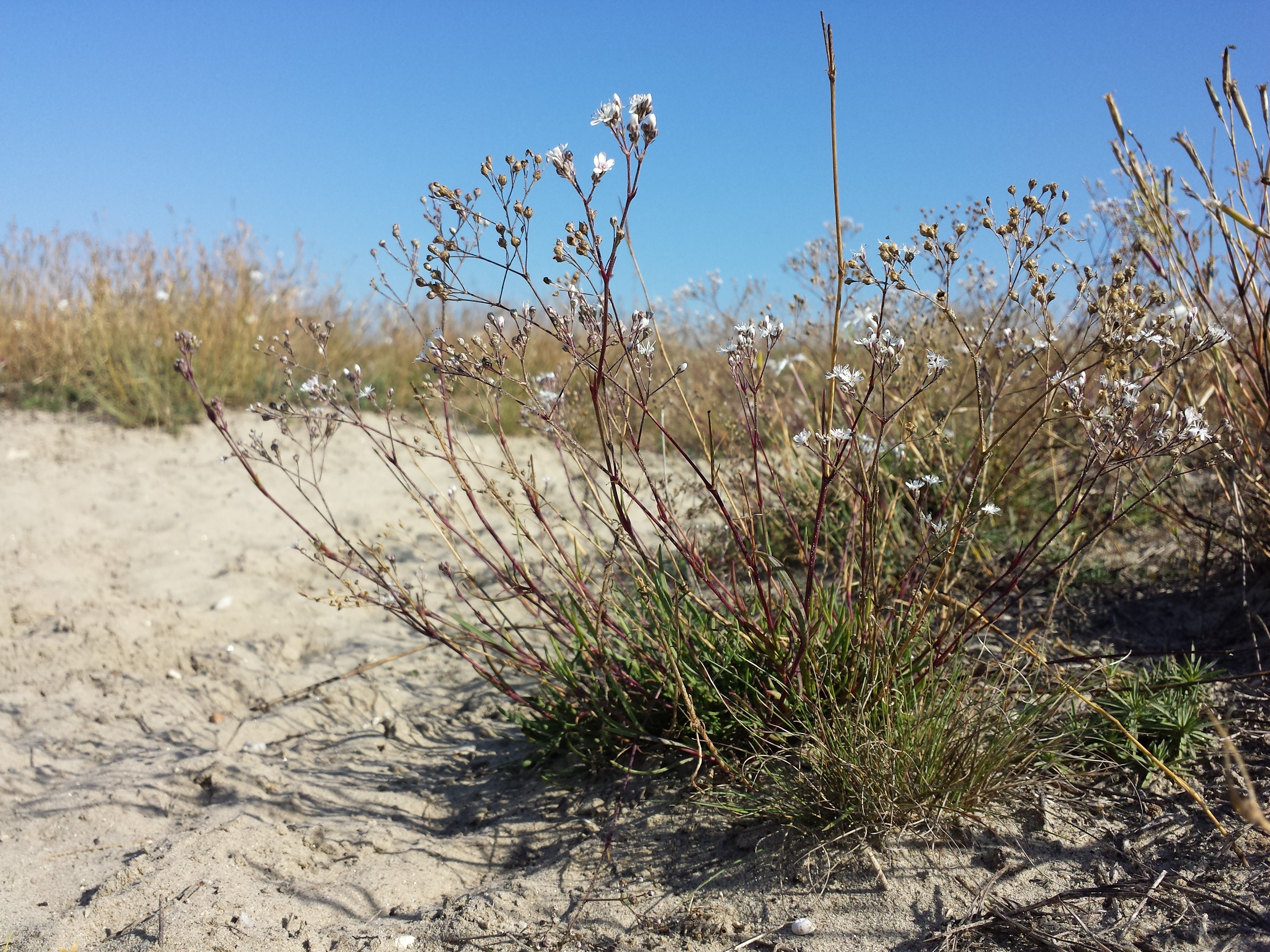
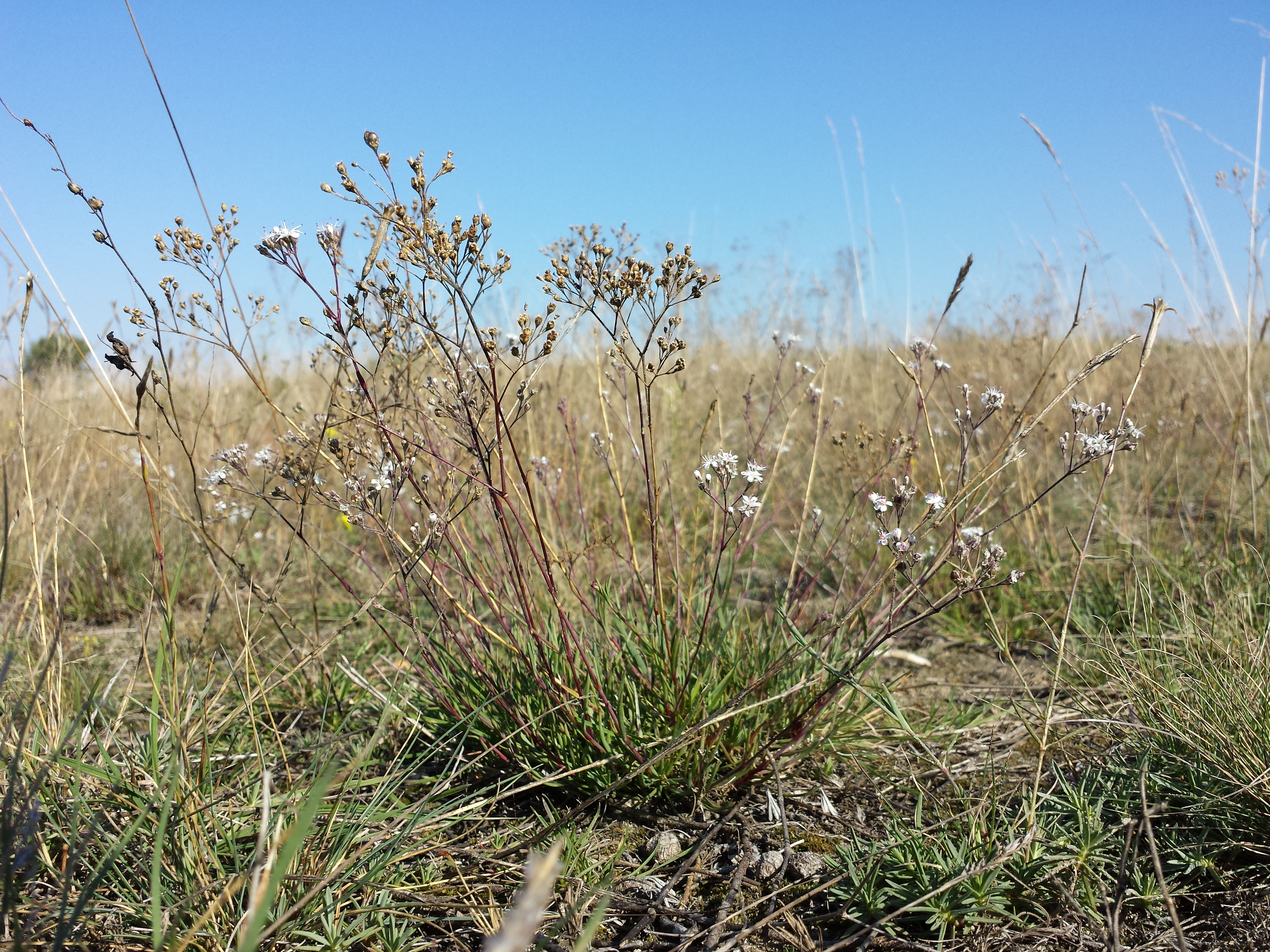
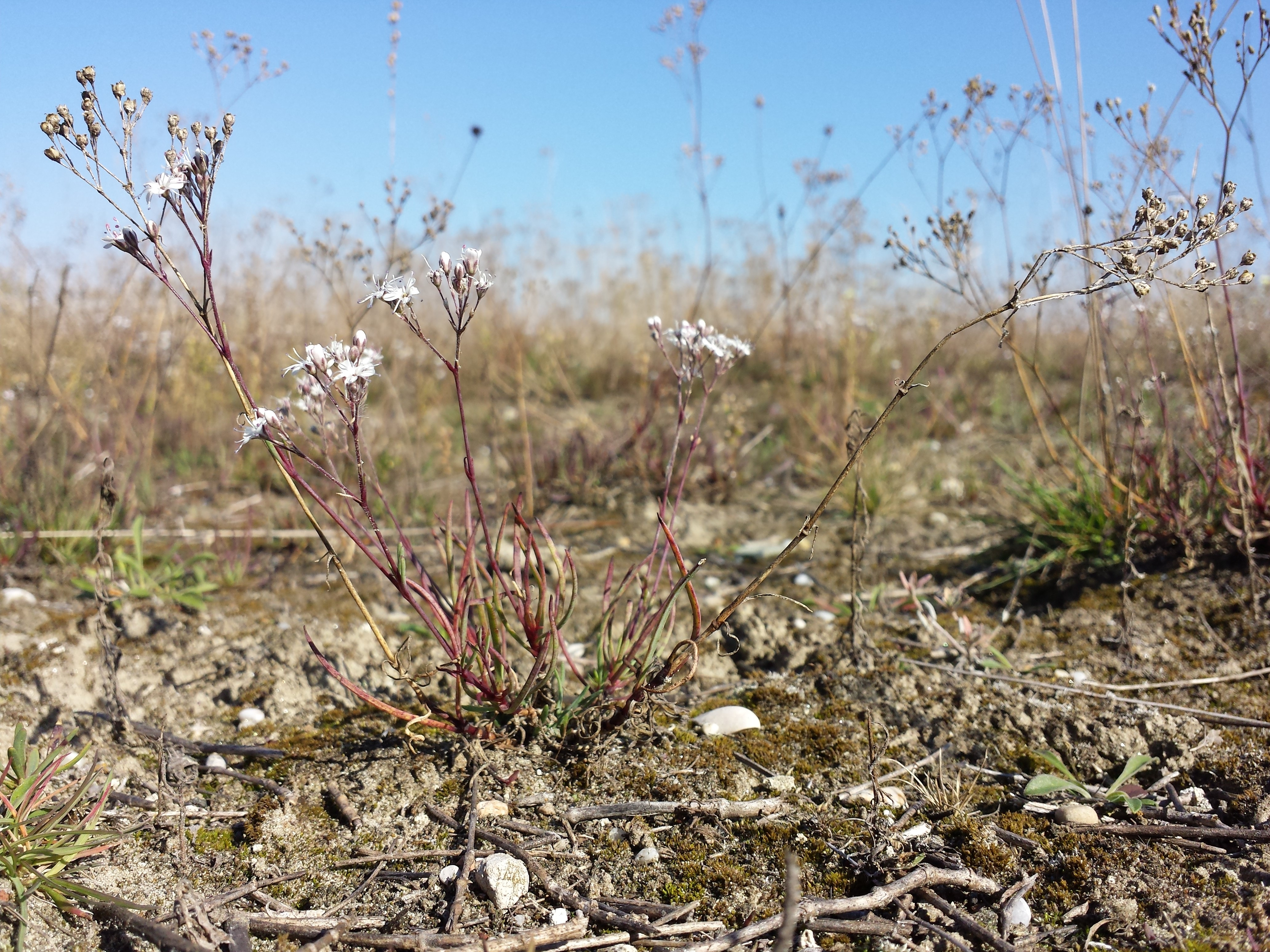
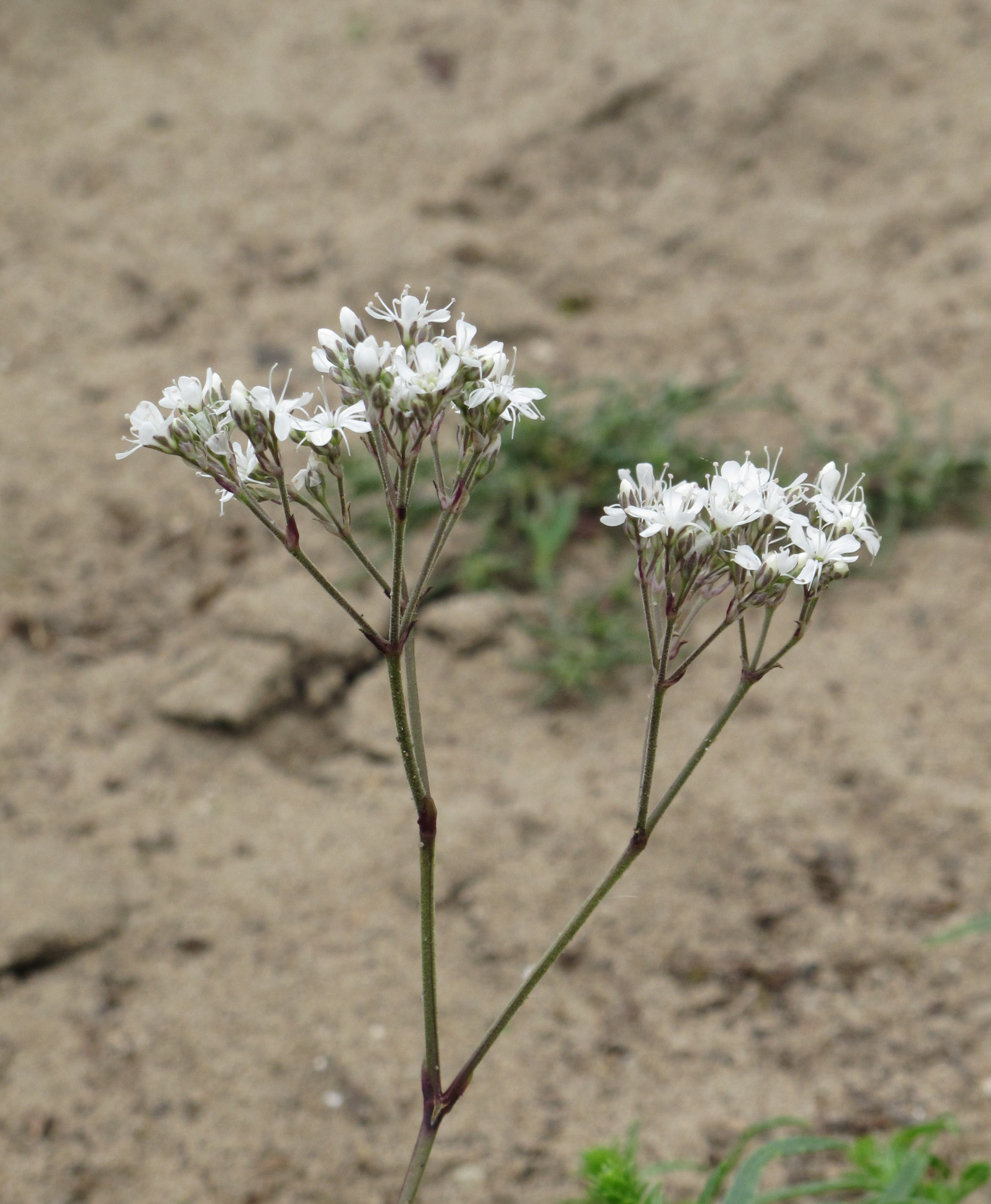
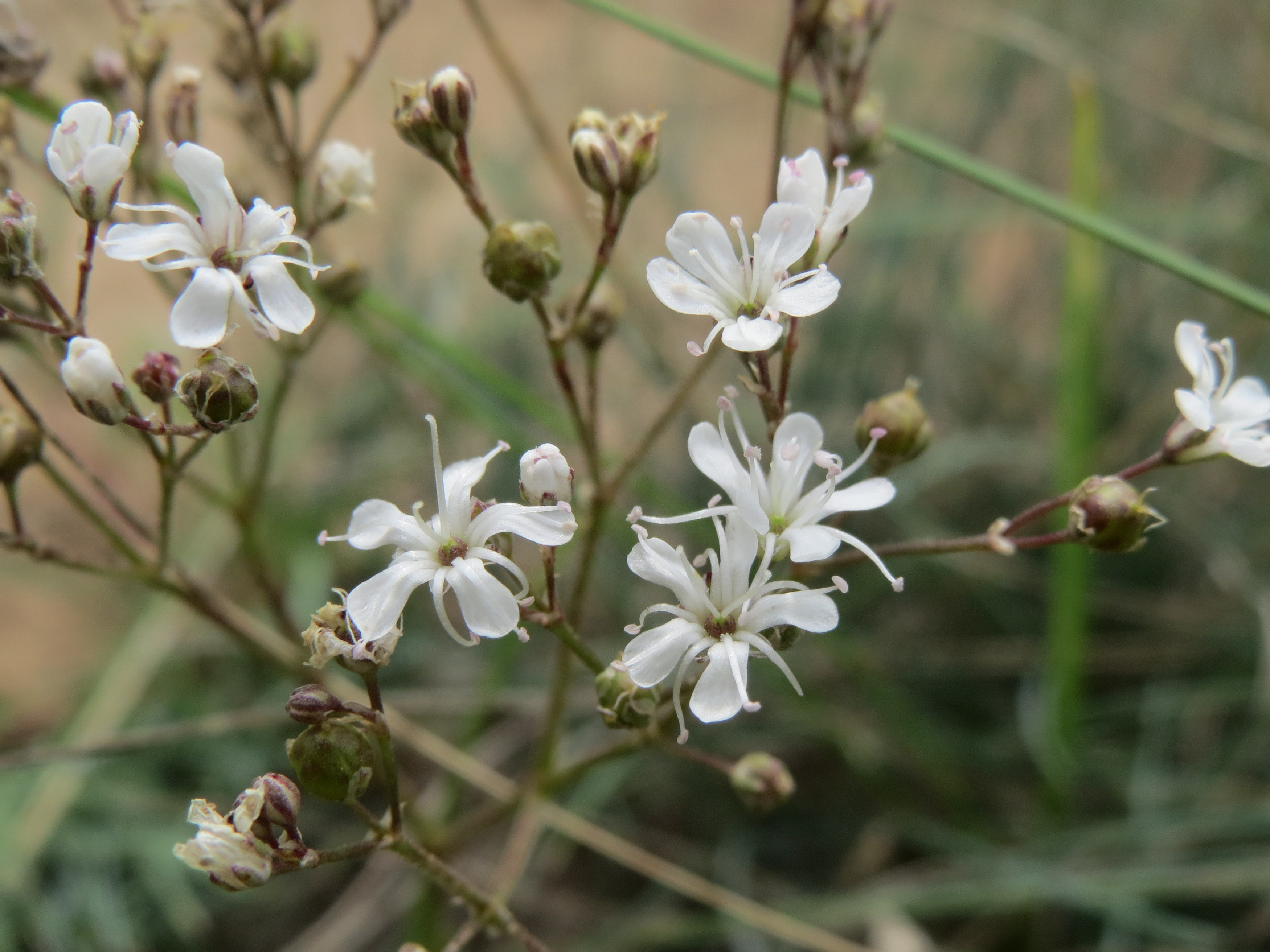